# Paul Q. Kolderie
Paul Q. Kolderie – amerykański producent muzyczny, inżynier dźwięku i mixer. Pracował m.in. z takimi wykonawcami jak Pixies, Radiohead, Orangutang, Hole, Dinosaur Jr., Wax, Warren Zevon, Uncle Tupelo, Throwing Muses, Morphine, the Mighty Mighty Bosstones, Abandoned Pools.
Jego biznesowym partnerem jest Sean Slade.

## Wyprodukowane albumy
- Big Dipper – Heavens, 1987
- Bullet LaVolta – Gift, 1989
- Das Damen – Mousetrap, 1989
- The Blood Oranges – Corn River, 1990
- The Mighty Mighty Bosstones – Devil’s Night Out, 1990
- The Lemonheads – Favorite Spanish Dishes, 1990
- The Lemonheads – Lovey, 1990
- Uncle Tupelo – No Depression, 1990
- Clockhammer – Carrot, 1991
- Firehose – Flyin’ the Flannel, 1991
- Clockhammer – Klinefelter, 1991
- Field Trip – Ripe, 1991
- Uncle Tupelo – Still Feel Gone, 1991
- Titanics – Titanics (Taang!), 1991
- Morphine – Good, 1992
- Buffalo Tom – Let Me Come Over, 1992
- The Mighty Mighty Bosstones – More Noise and Other Disturbances, 1992
- The Mighty Mighty Bosstones – Where'd You Go?, 1992
- Blackfish – Blackfish, 1993
- The Welcome Mat – Gram, 1993
- Morphine – Cure for Pain, 1993
- Gigolo Aunts – Full-On Bloom, 1993
- Radiohead – Pablo Honey, 1993
- Belly – Are You Experienced, 1994
- Firehose – Big Bottom Pow Wow, 1994
- Miles Dethmuffen – Clutter, 1994
- Orangutang – Dead Sailor Acid Blues, 1994
- Gigolo Aunts – Flippin' Out, 1994
- Tripmaster Monkey – Goodbye Race, 1994
- Tackle Box – Grand Hotel, 1994
- Hole – Live Through This, 1994
- Belly – Moon, 1994
- The Mighty Mighty Bosstones – Question the Answers, 1994
- Wax – 13 Unlucky numbers, 1995
- Echobelly – Great Things, Pt.1, 1995
- Echobelly – Great Things, Pt.2, 1995
- Morphine – Honey White, 1995
- The Upper Crust – Let Them Eat Rock, 1995
- Portugal. The Man – The Satanic Satanist, 2009
- Big D & The Kids Table – Fluent in Stroll, 2009

## Albumy zmiksowane
- 12 Rods – Split Personalities, 1998
- The Sounds – „Dying to Say This to You”, 2006
- Joe Jackson – Rain, 2008
- Portugal. The Man – „Censored Colors”, 2008

## Inżynier na albumach
- Pixies – Come On Pilgrim, 1987
- Big Dipper – Heavens, 1987
- Carol Montag – White, 1987
- Dinosaur Jr. – Bug, 1988
- Throwing Muses – House Tornado, 1988
- Pixies – Surfer Rosa/Come On Pilgrim, 1988
- Pixies – Surfer Rosa, 1988
- Blake Babies – Earwig, 1989
- Bullet Lavolta – Gift, 1989
- Plan 9 – Ham and Sam Jammin', 1989
- Das Damen – Mousetrap, 1989
- Volcano Suns – Thing of Beauty, 1989
- Christmas – Ultra Prophets of Thee Psykick Revolution, 1989
- The Blood Oranges – Corn River, 1990
- The Mighty Mighty Bosstones – Devil’s Night Out, 1990
- The Cavedogs – Joyrides for Shut-Ins, 1990
- Barrence Whitfield & the Savages – Let's Lose It, 1990
- Uncle Tupelo – No Depression, 1990
- Billy Bragg – Accident Waiting to Happen, 1991
- Throwing Muses – Counting Backwards, 1991
- Firehose – Flyin’ the Flannel, 1991
- Clockhammer – Klinefelter, 1991
- Field Trip – Ripe, 1991
- Uncle Tupelo – Still Feel Gone, 1991
- Titanics – Taang!, 1991
- Treat Her Right – What's Good For You, 1991
- Goober & the Peas – Complete Workds of Goober & the Peas, 1992
- Throwing Muses – Firepile#1, 1992
- Throwing Muses – Firepile#2, 1992
- Morphine – Good, 1992
- The Mighty Mighty Bosstones – More Noise and Other Disturbances, 1992
- Blackfish – Blackfish, 1993
- Radiohead – Pablo Honey, 1993
- Miles Dethmuffen – Clutter, 1994
- Orangutang – Dead Sailor Acid Blues, 1994
- Tripmaster Monkey – Goodbye Race, 1994
- Hole (zespół)Hole – Live Through This, 1994
- The Mighty Mighty Bosstones – Question the Answers, 1994
- Kristin Hersh – Strings, 1994
- Echobelly – Great Things, Pt.1, 1995
- Echobelly – Great Things, Pt.2, 1995
- Dink – Blame It on Tito, 1996
- Tracy Bonham – The Burdens of Being Upright, 1996
- Blameless – Signs Are All There, 1996
- 60 Ft. Dolls – Supernatural Joy EP, 1996
- Morphine – B-Sides & Otherwise, 1997
- Pixies – Death to the Pixies 1987 – 1991, 1997
- Jamie Blake – Jamie Blake, 1997
- The Mighty Mighty Bosstones – Let's Face It, 1997
- Hole – My Body, the Hand Grenade, 1997
- Treat Her Right – Anthology: 1985 – 1990, 1998
- Come – Gently, Down the Stream, 1998
- Gerard Collier – Gerard Collier, 1998
- Radiohead – Itch, 1998
- The Mighty Mighty Bosstones – Live From the Middle East, 1998
- Fuzzy – Hurray for Everything, 1999
- Hole – Live Through This, 1999
- Warren Zevon – Life'll Kill Ya, 2000
- The Mighty Mighty Bosstones – Pay Attention, 2000
- Echobelly – Best of Echobelly: I Can't Imagine World Without Me, 2001
- Pixies – Complete B-Sides, 2001
- Phil Aiken – Don't Look Down, 2001
- Dinosaur Jr. – Ear Bleeiding Country: The Best of Dinosaur Jr., 2001
- Kris Delmhorst – Five Stories, 2001
- The Go-Go’s – God Bless The Go-Go’s, 2001
- Uncle Tupelo – 89/93: An Anthology, 2002
- Matthew – Everybody Down, 2002
- Flying Nuns – Everything's Impossible These Days, 2002
- State Radio – Flag of the Shiners, 2002
- Warren Zevon – Genius: The Best of Warren Zevon, 2002
- Juliana Hatfield – Gold Stars 1992-2002: The Juliana Hatfield Collection, 2002
- Cave In – Lost in the Air, 2002
- Pixies – Pixies, 2002
- Cave In – Anchor (UK CD2), 2003
- Everton Blender – King Man, 2003
- Kris Delmhorst – Songs for a Hurricane, 2003
- Piebald – All Ears, All Eyes, All the Time, 2004
- Avoid One Thing – Chopstick Bridge, 2004
- The Steepwater Band – Dharmakaya, 2004
- Catie Curtis – Dreaming in Romance Languages, 2004
- The Briggs – Leaving the Ways, 2004
- Jake Brennan & the Confidence Men – Love & Bombs, 2004
- The Figgs – Palais, 2004
- Read Yellow – Radios Burn Faster, 2004
- The Soft Explosions – Ride Between the Eyes Sandbox, 2004
- Toots and The Maytals – True Love, 2004
- Pixies – Wave of Mutilation: The Best of Pixies, 2004
- The Mighty Mighty Bosstones – The 20th Century Masters – The Millennium collection, 2005
- Kirsty MacColl – Best of Kirsty MacColls, 2005
- Lost City Angels – Broken World, 2005
- Bourbon Princess – Dark of Days, 2005
- Kirsty MacColl – From Croydon to Cuba: An Anthology, 2005
- Juliana Hatfield – Made in China, 2005
- Sarah Borges – Silver City, 2005
- The Upper Crust – Cream of the Crust, 2006
- Sebadoh – III (US Expanded), 2006
- Jennifer Kimball – Oh Hear Us, 2006
- The Blizzard of 78 – AWhere All Life Hangs, 2006
- The Dresden Dolls – Yes, Virginia..., 2006
- Bill Morrissey – Come Running, 2007
- Heavy Trash – Going Way Out with Heavy Trash, 2007
- Toots and The Maytals – Light Your Light, 2007
- Warren Zevon – Preludes, 2007
- Radiohead – Radiohead Box Set, 2007
- Girl Authority – Road Trip, 2007
- Kelly Willis – Translated from Love, 2007
- Radiohead – Best Of, 2008
- A.K.A.C.O.D. – Happiness, 2008
- The Dresden Dolls – No, Virginia..., 2008
- Eric Hutchinson – Sounds Like This, 2008
- Big Dipper – Supercluster: The Big Dipper Anthology, 2008

## Wyprodukowane piosenki
- Goo Goo Dolls – Lazy Eye, 1997